# Onthophagus frugivorus
Onthophagus frugivorus är en skalbaggsart som beskrevs av Gilbert John Arrow 1931. Onthophagus frugivorus ingår i släktet Onthophagus och familjen bladhorningar. Inga underarter finns listade i Catalogue of Life.